# Видра (филм)
Видра је  црногорски играни филм из 2025. године у режији Срђана Вулетића и по сценарију Стефана Бошковића.
Светска премијера филма биће одржана на 31. Сарајево филм фестивалу.

## Радња
Видра је прича о Хани, интровертној тинејџерки која је потајно заљубљена у Балшу, школског друга и мање познатог члана “Street Self Defence” странице, популарне на друштвеним мрежама.
Кроз лик Хане, публика се суочава са сложеним емотивним путовањем испуњеним надом, разочарењима, тугом борбом за себе и своје ставове, као и откривањем сопствене снаге...

## Улоге
| Глумац                        | Улога     |
| ----------------------------- | --------- |
| Маша Драшлер                  | Хана      |
| Савин Перишић                 | Балша     |
| Лара Велимировић              | Емили     |
| Мара Ракчевић                 | Миа       |
| Павле Марковић                | Лука      |
| Нада Вукчевић                 | Олга      |
| Марко Јанкетић                | ујак      |
| Јелена Лабан                  | ујна      |
| Јулија Милачић Петровић Његош | ујна      |
| Стефан Вуковић                | ујак      |
| Александар Гавранић           | Пеги      |
| Давор Драгојевић              | комшија   |
| Фатмир Спахију                | поручник  |
| Греса Паласка                 |           |
| Горан Никчевић                | отац      |
| Маја Стојановић               | инспектор |
| Вук Вучинић                   | човек     |
| Никола Вучинић                | доктор    |
| Дражен Матановић              |           |
| Горан Дукић                   | полицајац |
| Едона Решитај                 | Рина      |
| Лора Никпрелај                | Алма      |
| Виктор Ивановић               |           |